# Spinibarbus caldwelli
Spinibarbus caldwelli е вид лъчеперка от семейство Шаранови (Cyprinidae).

## Разпространение и местообитание
Видът е разпространен в Китай (Анхуей, Гуандун, Гуанси, Джъдзян, Дзянсу, Фудзиен и Хубей), Провинции в КНР и Тайван.
Обитава крайбрежията на сладководни басейни и реки.

## Описание
На дължина достигат до 32,5 cm.